# André Schürrle
André Horst Schürrle (sinh ngày 6 tháng 11 năm 1990) là một cựu cầu thủ bóng đá người Đức. Anh có thể thi đấu ở cả vị trí tiền đạo hoặc tiền vệ cánh.
Schürrle bắt đầu thi đấu chuyên nghiệp từ năm 2009 trong màu áo 1. FSV Mainz 05 tại Bundesliga. Hai năm sau đó, anh chuyển đến Bayer Leverkusen rồi đến Chelsea vào kỳ chuyển nhượng mùa hè năm 2013 với phí chuyển nhượng khoảng 21 triệu €. Schürrle thi đấu tại Anh được một năm rưỡi và có được danh hiệu vô địch Giải Ngoại hạng Anh rồi trở về Đức thi đấu cho Wolfsburg. Vào kỳ chuyển nhượng hè 2016, Schürrle chuyển đến Borussia Dortmund với giá khoảng 32 triệu Euro sau khi có được chức vô địch Cúp bóng đá Đức và Siêu cúp bóng đá Đức.
Schürrle là thành viên của đội U-19, U-21 và đội tuyển quốc gia Đức. Anh đã cùng đội tuyển Đức vào đến bán kết Euro 2012. Tại World Cup 2014, anh đã ghi được ba bàn thắng và có pha kiến tạo bàn thắng duy nhất trong trận chung kết trên con đường đến chức vô địch giải bóng đá thế giới lần thứ tư trong lịch sử của bóng đá Đức. Ngày 17 tháng 7 năm 2020, André Schürrle đột ngột tuyên bố giã từ sự nghiệp thi đấu quốc tế sau 24 năm thi đấu chuyên nghiệp.

## Tuổi thơ
Schürrle sinh ra tại thành phố Ludwigshafen, bang Rheinland-Pfalz. Mẹ anh là bà Luise và cha anh là ông Joachim Schürrle. Năm 6 tuổi, anh gia nhập câu lạc bộ bóng đá địa phương Ludwigshafener SC.

## Sự nghiệp câu lạc bộ

### 1. FSV Mainz 05
Schürrle có 10 năm chơi bóng cho Ludwigshafener SC trước khi đến 1. FSV Mainz 05 năm 2006. Anh đã dành ba năm chơi cho đội trẻ của câu lạc bộ, nơi anh đã giành chức vô địch U-19 Bundesliga trong năm 2009. Trong tháng 8 năm 2009, Schürrle ra mắt tại Bundesliga trong trận hòa 2-2 trước Bayer Leverkusen. Chẳng bao lâu sau ngày 19 tháng 9 năm 2009, Schürrle ghi bàn thắng đầu tiên của mình tại Bundesliga trong chiến thắng 3-2 trước VfL Bochum trước khi ký kết hợp đồng chuyên nghiệp với câu lạc bộ này cũng trong tuần đó. Anh kết thúc mùa giải Bundesliga đầu tiên trong sự nghiệp với năm bàn thắng và ba đường chuyền thành bàn.
Vào tháng 9 năm 2010, Mainz thông báo Schürrle đã ký hợp đồng 5 năm với Bayer Leverkusen và anh sẽ đến câu lạc bộ mới vào cuối mùa giải 2010–11. Phí chuyển nhượng vào khoảng 8 triệu €. Trong mùa giải 2010-11, ở tuổi 20, Schürrle ghi được 15 bàn tại Bundesliga và phá kỷ lục ghi bàn tại Bundesliga của câu lạc bộ (kỷ lục trước đó thuộc về Mohamed Zidan, người ghi 14 bàn trong mùa giải 2006–07). Thành tích này của anh giúp Mainz đứng thứ năm tại giải đấu và giành quyền tham dự UEFA Europa League.

### Bayer Leverkusen
Schürrle hoàn tất vụ chuyển nhượng trị giá 6,5 triệu £ đến Bayer Leverkusen vào năm 2011, với bản hợp đồng năm năm kéo dài đến mùa hè 2016. Anh ghi bàn đầu tiên cho Leverkusen trong trận đấu tại Cúp quốc gia Đức với SG Dynamo Dresden. Đến ngày 15 tháng 10 năm 2011, anh có bàn thắng đầu tiên tại Bundesliga trong màu áo Bayer Leverkusen với bàn gỡ hòa 2-2 ở những phút cuối trận đấu với Borussia Mönchengladbach. Bàn thắng đầu tiên của Schürrle tại đấu trường châu Âu đến bốn ngày sau đó trong chiến thắng trước Valencia tại Champions League. Anh kết thúc mùa giải 2011-12 với chỉ 6 bàn thắng tại giải vô địch quốc gia, một thành tích giảm sút nhiều so với mùa giải trước tại Mainz với lý do lớn là tại Leverkusen, Schürrle phải thi đấu ở vị trí tiền đạo cánh trái chứ không phải vị trí tiền đạo cắm quen thuộc.
Vào tháng 5 năm 2012, Schürrle được đưa tin trở thành mục tiêu chuyển nhượng của đội bóng Anh Chelsea. Bayer Leverkusen đã ra giá chuyển nhượng đối với anh là khoảng 23,5 triệu £. Giám đốc thể thao của Bayer Leverkusen, Rudi Völler đã khẳng định Chelsea bày tỏ ý định muốn có Schürrle trong kì chuyển nhượng mùa hè 2011. Tuy nhiên vào tháng 7 năm 2012, Leverkusen đã chính thức từ chối lời đề nghị chuyển nhượng của Chelsea do không tìm được cầu thủ thay thế.
Ngày 26 tháng 9 năm 2012, Schürrle có bàn thắng đầu tiên trong mùa giải mới vào lưới Augsburg trong chiến thắng 3-1. Ngày 28 tháng 10, trong trận đấu với Bayern München, Schürrle đã có pha kiến tạo thành bàn cho Stefan Kießling để giúp Leverkusen bất ngờ đánh bại Bayern München ngay tại sân Allianz Arena. Đó là trận thua đầu tiên của Bayern München tại Bundesliga 2012-13 và giúp Leverkusen lần đầu tiên đánh bại Bayern München tại München từ tháng 10 năm 1989. Ngày 30 tháng 3 năm 2013, Schürrle lập cú đúp trong trận thắng Fortuna Düsseldorf 4–1. Gần một tháng sau, anh có một bàn thằng và một kiến tạo, lần này là chiến thắng 5-0 trước Hoffenheim trên sân nhà. Schürrle kết thúc mùa giải 2012–13 với tổng cộng 14 bàn thắng và 9 đường chuyền thành bàn.

### Chelsea

#### 2013-14

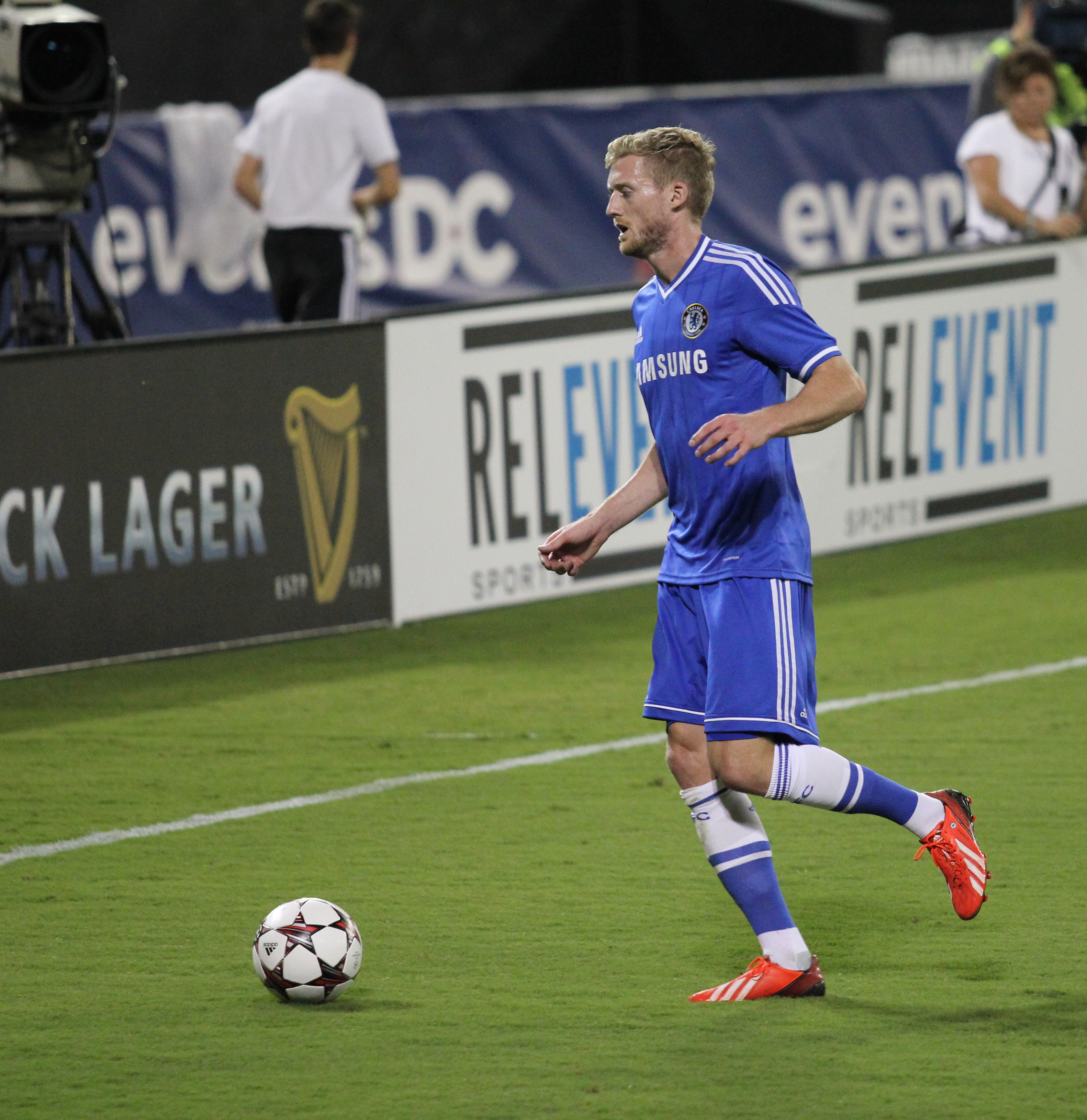
Schürrle trong trận đấu giao hữu giữa Chelsea và AS Roma tại Mỹ vào tháng 8 năm 2013

Ngày 13 tháng 6 năm 2013, trang chủ Chelsea chính thức xác nhận Chelsea đã đạt được thỏa thuận chiêu mộ Schürrle từ Leverkusen. Phí chuyển nhượng ước tính khoảng 21 triệu € (18 triệu £). Ngày 25 tháng 6, Chelsea chính thức hoàn tất vụ chuyển nhượng với Schürrle và anh sẽ nhận số áo 14 tại câu lạc bộ Luân Đôn. Ngày 14 tháng 8, Schürrle ghi bàn thắng đầu tiên cho Chelsea trong trận giao hữu trước mùa giải với AC Milan.
Ngày 18 tháng 8 năm 2013, Schürrle có trận đấu chính thức đầu tiên cho Chelsea trong chiến thắng 2-0 trước Hull City tại Premier League. Phải đến ngày 27 tháng 10 anh mới có bàn thắng đầu tiên trong màu áo Chelsea khi ghi bàn mở tỉ số trong chiến thắng quan trọng 2-1 trước Manchester City tại vòng 9 Premier League 2013-14. Ngày 7 tháng 12, anh lập cú đúp trước Stoke City bằng hai quả sút xa đẹp mắt nhưng không thể giúp Chelsea tránh khỏi thất bại 3-2.
Ngày 1 tháng 3 năm 2014, trong trận derby Tây Luân Đôn với Fulham, Schürrle đã lập một cú hat-trick chỉ trong vòng 16 phút ở hiệp 2, đem về chiến thắng 3-1 cho Chelsea, đồng thời trở thành cầu thủ người Đức thứ ba ghi được hat-trick trong một trận đấu ở Premier League, sau Fredi Bobic và Jürgen Klinsmann. Tại trận đấu lượt về vòng tứ kết UEFA Champions League 2013-14 với Paris Saint-Germain tại Stamford Bridge, anh được đưa vào sân thay cho Eden Hazard khi cầu thủ người Bỉ chấn thương ngay ở đầu trận và đã thi đấu xuất sắc đem về bàn thắng mở tỉ số cho Chelsea cũng như làm rối loạn hàng phòng ngự của PSG trong suốt trận. Chung cuộc Chelsea giành chiến thắng 2-0 và lọt vào bán kết giải đấu sau khi đã để thua 3-1 ở trận lượt đi. Bàn thắng cuối cùng của anh trong mùa giải là pha lập công trong chiến thắng 2-1 trước Cardiff City tại vòng đấu cuối cùng Giải bóng đá Ngoại hạng Anh 2013-14 chỉ vài phút sau khi vào sân từ băng ghế dự bị.

#### 2014-15
Ngày 18 tháng 8 năm 2014, trong trận đấu đầu tiên của Chelsea tại Giải bóng đá Ngoại hạng Anh 2014-15, Schürrle đã ghi bàn thắng nâng tỉ số lên 2-1 giúp Chelsea có được chiến thắng chung cuộc 3-1 trước Burnley. Anh có bàn thắng thứ 10 tại Premier League với pha đệm bóng cận thành mở tỉ số trong trận hòa 1-1 với Manchester City ngày 21 tháng 9. Trong tháng 12 năm 2014, anh có hai pha lập công lần lượt trong hai chiến thắng 3-1 trước Sporting Clube de Portugal tại UEFA Champions League Derby County tại Cúp Liên đoàn Anh. Anh rời Chelsea vào kỳ chuyển nhượng mùa đông năm 2015 sau khi đã có tổng cộng 65 trận và ghi được 14 bàn thắng cho đội bóng nước Anh.
Cuối mùa bóng 2014-15, Chelsea giành được chức vô địch Giải Ngoại hạng Anh. Schürrle mặc dù không còn là cầu thủ của Chelsea nhưng anh đã ra sân 14 trận trong giai đoạn lượt đi nên đủ điều kiện nhận huy chương vô địch, nhưng anh không biết điều đó. Huấn luyện viên cũ José Mourinho là người đã nhắn tin cho Schürrle báo tin anh sẽ được nhận huy chương và mời anh đến dự khán trận đấu cuối cùng trong mùa giải của Chelsea.

### VfL Wolfsburg

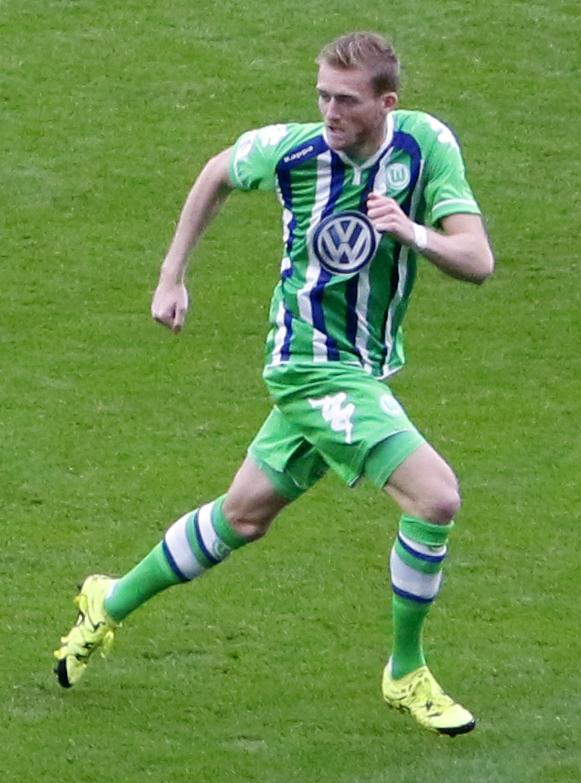
Schürrle thi đấu cho Wolfsburg vào năm 2015

Ngày 2 tháng 2 năm 2015, Schürrle chính thức trở về Đức thi đấu cho Wolfsburg với phí chuyển nhượng 22 triệu £. Năm ngày sau đó, anh có trận đấu đầu tiên cho Wolfsburg, được ra sân ngay từ đầu và đã có hai pha kiến tạo cho Bas Dost và Kevin De Bruyne trong chiến thắng 3-0 trước Hoffenheim. Ngày 4 tháng 4, anh chính thức có được bàn thắng đầu tiên cho Wolfsburg trong chiến thắng 3-1 trước VfB Stuttgart tại Bundesliga. Ngày 30 tháng 5, Wolfsburg giành được danh hiệu Cúp bóng đá Đức (DFB-Pokal) đầu tiên trong lịch sử sau khi đánh bại Borussia Dortmund 3–1 trong trận chung kết và Schürrle cũng góp mặt trong chín phút cuối của trận chung kết này.
Schürrle được tung vào sân thay cho Daniel Caligiuri ở phút thứ 63 trận Siêu Cúp bóng đá Đức (DFL-Supercup) gặp Bayern München vào ngày 1 tháng 8 năm 2015. Wolfsburg giành chức vô địch sau loạt sút luân lưu, trong đó Schürrle thực hiện thành công lượt sút của mình. Ngày 25 tháng 11, sau khi vào sân từ băng ghế dự bị, anh đã lập cú đúp đem về chiến thắng 2-0 trước đội bóng Nga CSKA Moscow trong khuôn khổ vòng bảng UEFA Champions League 2015–16.
Ngày 1 tháng 3 năm 2016, Schürrle có hat-trick đầu tiên trong màu áo Wolfsburg để đem về chiến thắng 4–0 trước Hannover 96. Một tuần sau đó, anh ghi bàn thắng duy nhất trong trận đấu với Gent tại lượt về vòng 1/16 UEFA Champions League, qua đó đưa Wolfsburg lần đầu tiên vào tứ kết giải đấu này với tổng tỉ số 4-2 sau hai lượt. Ngày 19 tháng 3, anh lập công ở phút 93 giành lại 1 điểm cho Wolfsburg tại vòng đấu 27 của Bundesliga gặp SV Darmstadt 98. Trong trận đấu cuối cùng của mùa giải 2015-16 với VfB Stuttgart, anh lập cú đúp giúp đội bóng của mình giành chiến thắng 3-1.

### Borussia Dortmund
Ngày 22 tháng 7 năm 2016, Schürrle gia nhập Borussia Dortmund theo bản hợp đồng có thời hạn 5 năm với phí chuyển nhượng ước tính khoảng 32 triệu euro. Anh ra mắt Dortmund vào ngày 14 tháng 8 trong trận Siêu Cúp bóng đá Đức (DFL-Supercup) gặp Bayern München. Ngày 22 tháng 8, anh có bàn thắng đầu tiên cho Dortmund trong trận thắng 3-0 trước Eintracht Trier tại vòng 1 Cúp bóng đá Đức 2016-17.
Trong trận đấu ở lượt thứ hai vòng bảng UEFA Champions League 2016-17 ngày 27 tháng 9, Schürrle là người ấn định ti số hòa 2-2 trận đấu giữa Dortmund và đương kim vô địch Real Madrid. Ngày 21 tháng 1 năm 2017, anh có bàn thắng đầu tiên tại Bundesliga cho Dortmund và là bàn mở tỉ số trong chiến thắng 2-1 trước Werder Bremen.
Ngày 3 tháng 2 năm 2018, anh ghi bàn ở phút 84 trận đấu với Köln tại Bundesliga và đây cũng là bàn thắng ấn định tỉ số trận đấu 3-2 nghiêng về Dortmund.
Trong hai mùa giải đầu tiên tại Dortmund, Schürrle chỉ có 3 bàn thắng trong 33 trận tại Bundesliga và 9 đường chuyền thành bàn trong 51 lần ra sân trên mọi mặt trận.

#### Fulham (cho mượn)
Ngày 25 tháng 7 năm 2018, Schürrle trở lại nước Anh lần thứ hai, lần này là đến Fulham theo hợp đồng cho mượn có thời hạn 2 năm từ Borussia Dortmund. Ngày 26 tháng 8, Schürrle ghi bàn thắng đầu tiên cho Fulham với bàn thắng ấn định chiến thắng 4-2 trước Burnley tại Premier League. Sáu ngày sau đó, anh ghi bàn mở tỉ số trong trận hòa 2-2 với Brighton & Hove Albion.
Ngày 7 tháng 10 năm 2018, anh ghi bàn thắng gỡ hòa 1-1 cho Fulham ở cuối hiệp 1 trận đấu với Arsenal nhưng trong hiệp 2 Fulham đã để thua 4 bàn nữa. Ngày 24 tháng 11, Schürrle ghi bàn trong chiến thắng thứ hai của Fulham tại Premier League 2018-19 trước Southampton. Ngày 12 tháng 1 năm 2019, anh ghi bàn mở tỉ số ngay ở phút thứ 2 trận đấu với Burnley nhưng Fulham sau đó đã thua ngược 2-1. Bàn thắng của Schürrle sau đó đã được chọn là bàn thắng đẹp nhất tháng 1 năm 2019 của Premier League.
Sau mùa giải 2018-19, Fuham bị rớt hạng tại Premier League và Schürrle cũng rời đội bóng với chỉ 6 bàn thắng sau 25 trận đấu.

#### Spartak Moskva (cho mượn)
Ngày 31 tháng 7 năm 2019, Schürrle gia nhập đội bóng Spartak Moskva thi đấu tại Giải bóng đá Ngoại hạng Nga theo thỏa thuận cho mượn có thời hạn 1 năm từ Dortmund và đội bóng Nga có quyền mua anh sau khi hết mùa giải. Anh có bàn thắng đầu tiên cho Spartak Moskva trong chiến thắng 3-1 trước FC Akhmat Grozny. Sau mùa giải này, anh đột ngột tuyên bố giải nghệ khi mới 29 tuổi.

## Sự nghiệp đội tuyển quốc gia

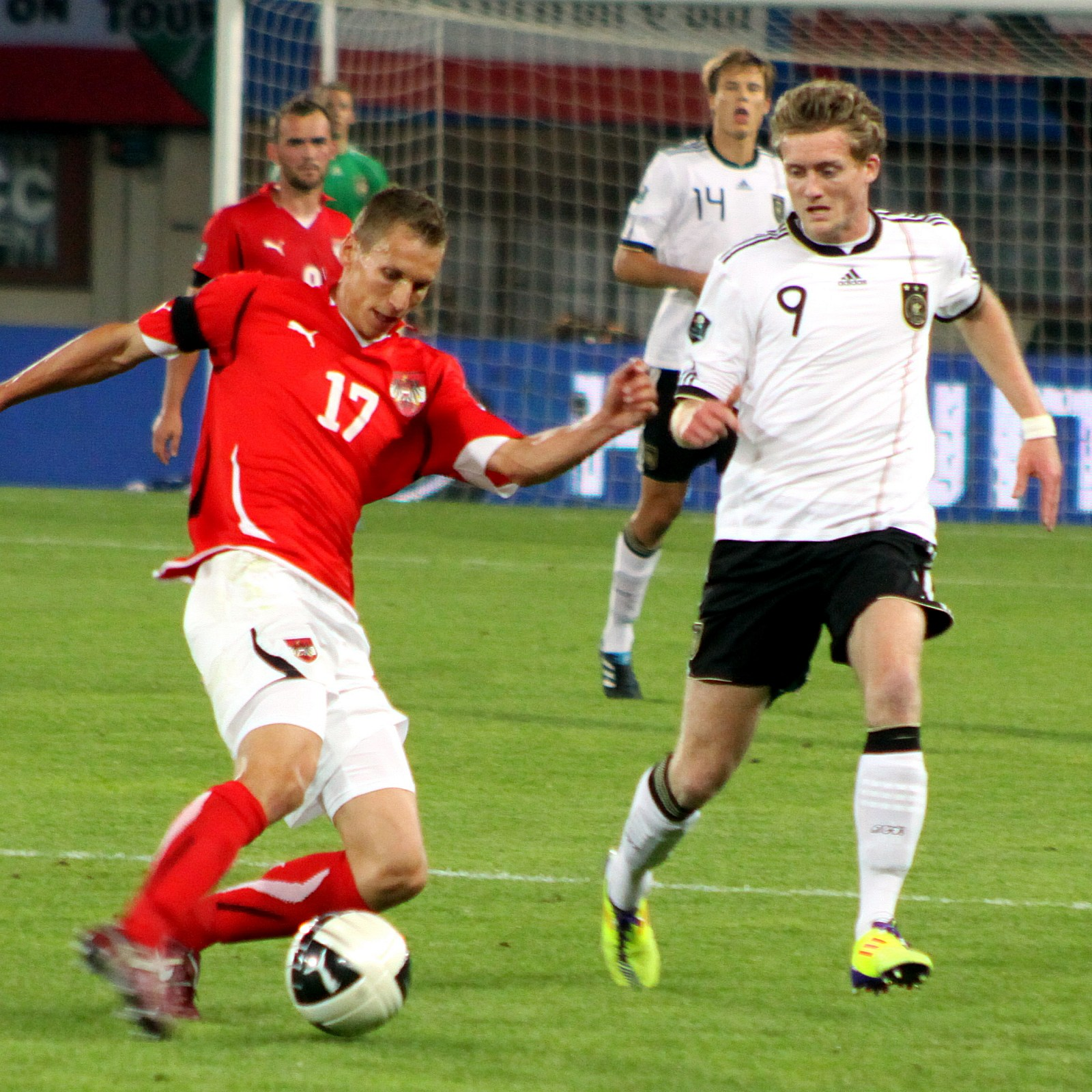
Schürrle trong màu áo đội tuyển Đức tại trận đấu vòng loại Euro 2012 với Áo ngày 3 tháng 6 năm 2011

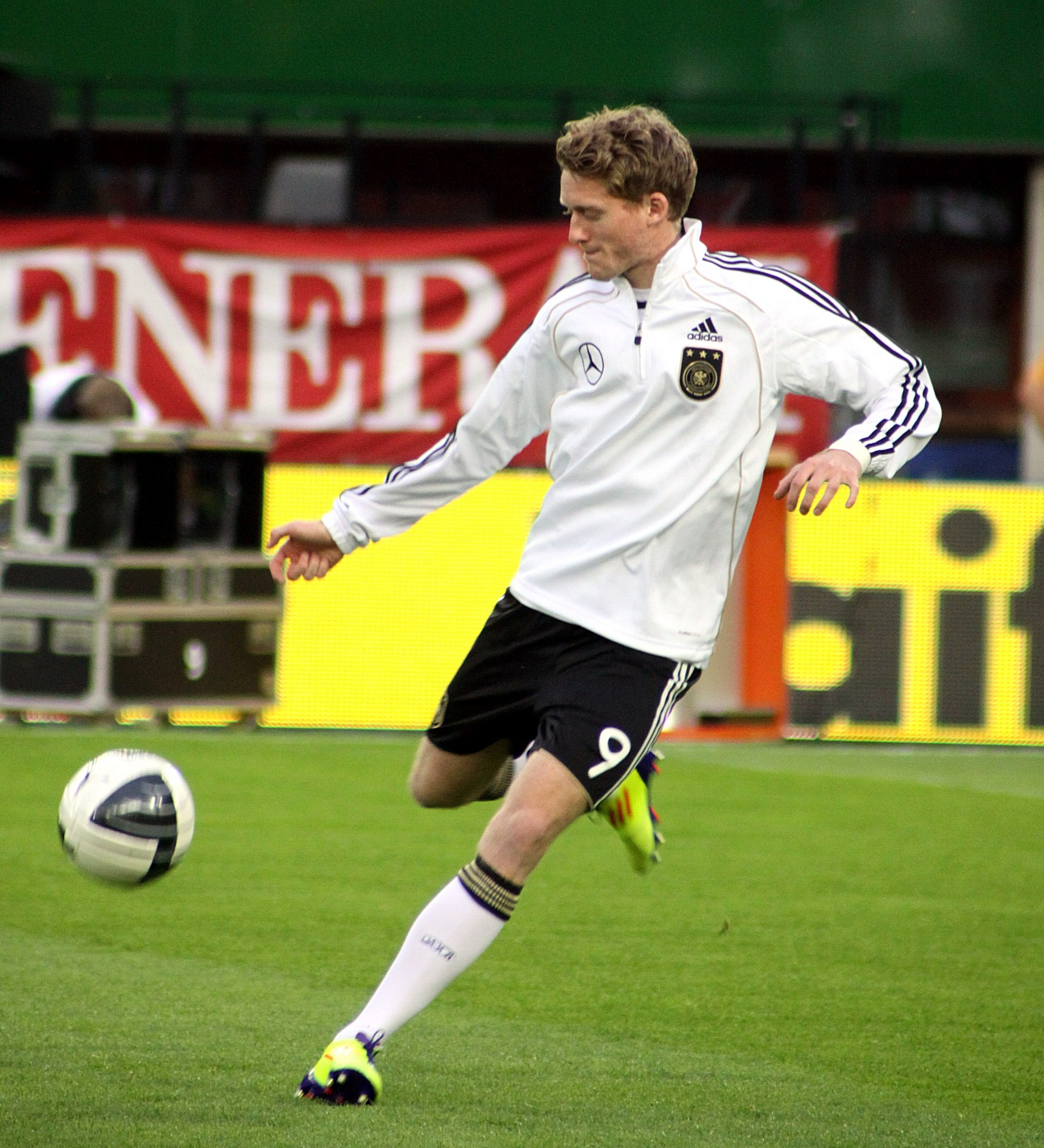
Schürrle khởi động trước một trận đấu cho đội tuyển Đức

### Đội trẻ
Schürrle bắt đầu thi đấu cho đội tuyển U-19 Đức trong trận thắng U-19 Luxembourg, vòng loại Giải vô địch bóng đá U-19 châu Âu. Phong độ xuất sắc tại 1. FSV Mainz 05 đã giúp anh được triệu tập vào đội tuyển U-21 Đức năm 2009.

### Đội tuyển quốc gia
Tháng 11 năm 2010, Schürrle lần đầu tiên được triệu tập vào Đội tuyển bóng đá quốc gia Đức. Anh chính thức có trận ra mắt đội tuyển trong trận đấu với Thụy Điển, vào sân thay người ở phút 79. Schürrle và Mario Götze, cầu thủ được triệu tập cùng đợt với anh, là những cầu thủ đội tuyển Đức đầu tiên ra đời sau khi hai miền nước Đức đã thống nhất. Ngày 29 tháng 5 năm 2011, Schürrle có bàn thắng đầu tiên cho đội tuyển Đức trong trận giao hữu thắng Uruguay 2-1.

#### Euro 2012
Schürrle là thành viên đội tuyển Đức tại Vòng loại Euro 2012. Ngày 7 tháng 6 năm 2011, anh ghi bàn trong chiến thắng 3-1 trước Azerbaijan. Ngày 2 tháng 9 năm 2011, anh lập công trong trận thắng đậm 6-2 trước Áo. Cả hai trận đấu này anh đều vào sân từ băng ghế dự bị. Đến ngày 11 tháng 10 năm 2011, Schürrle đã được vào sân trong đội hình chính thức và ghi bàn ở phút 33 trận đấu với Bỉ.
Ba bàn thắng trong suốt vòng loại đã giúp Schürrle có tên trong danh sách 23 cầu thủ Đức tham dự Euro 2012 với áo số 9. Anh xuất hiện tại Euro 2012 lần đầu tiên ở phút 64 trận đấu vòng bảng thứ ba với Đan Mạch thay thế cho Lukas Podolski. Anh ra sân từ đầu trong trận tứ kết với Hy Lạp nhưng đã không thể ghi bàn và bị thay ra ở phút 67.

#### World Cup 2014
Ngày 11 tháng 10 năm 2013, Schürrle ghi bàn thắng đầu tiên tại Vòng loại World Cup 2014 trong chiến thắng 3-0 trước Ireland, chiến thắng giúp đội tuyển Đức chính thức giành vé tham dự World Cup 2014. Bốn ngày sau đó, anh lập được hat-trick trong trận đấu cuối cùng của vòng loại với Thụy Điển, giúp đội tuyển Đức lội ngược dòng thắng 5-3 sau khi đã bị dẫn trước 2-0.
Tháng 6 năm 2014, Schürrle được triệu tập vào danh sách chính thức 23 cầu thủ Đức tham dự World Cup 2014 tại Brasil. Anh có trận đấu đầu tiên của mình tại đấu trường World Cup khi vào sân thay người trong chiến thắng Bồ Đào Nha 4-0. Trong trận đấu tại vòng 1/8 với Algeria, Schürrle một lần nữa được vào sân từ băng ghế dự bị đã có pha đệm bóng cận thành mở tỉ số trận đấu ở phút thứ hai của hiệp phụ thứ nhất. Chung cuộc Đức giành chiến thắng 2-1 trước Algeria. Trong trận bán kết với đội chủ nhà Brasil, anh đã ghi hai bàn thắng thứ sáu và thứ bảy trong chiến thắng sau cùng 7-1 của đội tuyển Đức sau khi vào sân thay cho Miroslav Klose ở phút thứ 58 của trận đấu.
Đến trận chung kết World Cup 2014 với Argentina, Schürrle được vào sân ở phút 32 thay cho tiền vệ Christoph Kramer bị chấn thương. Đến phút 113 của hiệp phụ thứ hai, anh đã có pha bứt tốc rồi chuyền ngang vào cho Mario Götze ghi bàn thắng duy nhất của trận đấu, đem về danh hiệu vô địch World Cup 2014, danh hiệu vô địch bóng đá thế giới thứ tư trong lịch sử cho đội tuyển Đức.

#### Euro 2016
Tại trận đấu trong khuôn khổ vòng loại Euro 2016 vào ngày 14 tháng 6 năm 2015, Schürrle đã lập một hat-trick trong chiến thắng 7–0 trước Gibraltar. Anh được triệu tập vào đội hình đội tuyển Đức tham dự Euro 2016 tại Pháp. Tại giải đấu này, anh chỉ góp mặt trong ba trận vòng bảng và đều là vào sân thay người trong hiệp hai của trận đấu. Sau giải đấu này, anh chính thức chia tay đội tuyển quốc gia sau 7 năm gắn bó, tổng cộng anh đã thi đấu 57 trận và ghi được 22 bàn thắng.

## Phong cách thi đấu
Vị trí thi đấu sở trường của Schürrle là tiền vệ cánh trái nhưng tại Leverkusen anh vẫn có thể chơi như một tiền đạo thứ hai. Anh đã tự nhận xét về mình:"Tôi chơi tốt nhất ở cánh trái, nơi tôi có thể di chuyển vào trong và tung ra những cú sút xa."
Điểm mạnh của Schürrle là tốc độ, giàu thể lực và mạnh mẽ ở lối chơi phản công. Khả năng dứt điểm từ xa và những pha đột phá từ biên rồi tung ra những cú sút bất ngờ của anh cũng được đánh giá cao.

## Danh hiệu

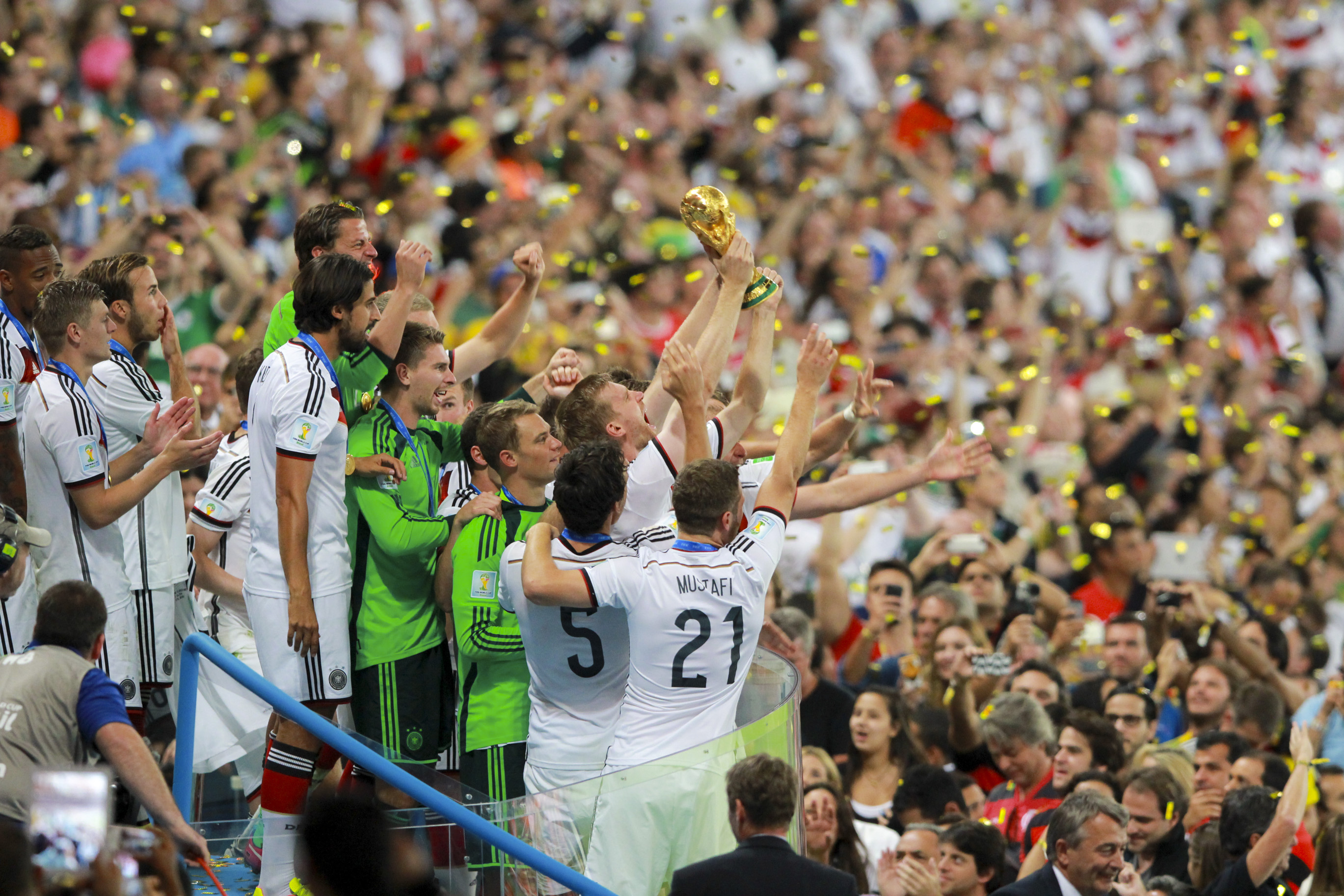
Schürrle kỷ niệm chiến thắng World Cup 2014 với đội tuyển Đức.

### Câu lạc bộ
Chelsea FC
- Giải bóng đá Ngoại hạng Anh (1): 2014-15

Vfl Wolfsburg
- Cúp bóng đá Đức (1): 2014–15
- Siêu Cúp bóng đá Đức (1): 2015

### Đội tuyển quốc gia
- FIFA World Cup (1): 2014

## Thống kê sự nghiệp

### Câu lạc bộ
| Thành tích CLB        | Thành tích CLB         | Thành tích CLB       | Giải ngoại hạng | Giải ngoại hạng | Cúp quốc gia | Cúp quốc gia | League Cup | League Cup | Giải châu lục | Giải châu lục | Giải đấu khác | Giải đấu khác | Tổng cộng | Tổng cộng |
| Câu lạc bộ            | Giải ngoại hạng        | Mùa bóng             | Số trận         | Bàn thắng       | Số trận      | Bàn thắng    | Số trận    | Bàn thắng  | Số trận       | Bàn thắng     | Số trận       | Bàn thắng     | Số trận   | Bàn thắng |
| Đức                   | Đức                    | Đức                  | League          | League          | DFB-Pokal    | DFB-Pokal    | —          | —          | Cúp châu Âu   | Cúp châu Âu   | Giải đấu khác | Giải đấu khác | Tổng cộng | Tổng cộng |
| --------------------- | ---------------------- | -------------------- | --------------- | --------------- | ------------ | ------------ | ---------- | ---------- | ------------- | ------------- | ------------- | ------------- | --------- | --------- |
| Mainz 05              | Bundesliga             | 2009–10              | 33              | 5               | 1            | 0            | —          | —          | —             | —             | —             | —             | 34        | 5         |
| Mainz 05              | Bundesliga             | 2010–11              | 33              | 15              | 1            | 0            | —          | —          | —             | —             | —             | —             | 34        | 15        |
| Mainz 05              | Tổng cộng câu lạc bộ   | Tổng cộng câu lạc bộ | 66              | 20              | 2            | 0            | —          | —          | 0             | 0             | —             | —             | 68        | 20        |
| Bayer Leverkusen      | Bundesliga             | 2011–12              | 31              | 7               | 1            | 1            | —          | —          | 8             | 1             | —             | —             | 40        | 9         |
| Bayer Leverkusen      | Bundesliga             | 2012–13              | 34              | 11              | 3            | 1            | —          | —          | 6             | 2             | —             | —             | 43        | 14        |
| Bayer Leverkusen      | Tổng cộng câu lạc bộ   | Tổng cộng câu lạc bộ | 65              | 18              | 4            | 2            | —          | —          | 14            | 3             | —             | —             | 83        | 23        |
| Anh                   | Anh                    | Anh                  | Premier League  | Premier League  | Cúp FA       | Cúp FA       | League Cup | League Cup | Cúp châu Âu   | Cúp châu Âu   | Giải đấu khác | Giải đấu khác | Tổng cộng | Tổng cộng |
| Chelsea               | Premier League         | 2013–14              | 30              | 8               | 1            | 0            | 1          | 0          | 10            | 1             | 1             | 0             | 43        | 9         |
| Chelsea               | Tổng cộng câu lạc bộ   | Tổng cộng câu lạc bộ | 4               | 0               | 0            | 0            | 0          | 0          | 1             | 0             | —             | —             | 5         | 0         |
| Wolfsburg             | Bundesliga             | 2014–15              | 14              | 1               | 4            | 0            | —          | —          | 4             | 0             | —             | —             | 22        | 1         |
| Wolfsburg             | Bundesliga             | 2015–16              | 29              | 9               | 1            | 1            | —          | —          | 10            | 2             | 1             | 0             | 41        | 12        |
| Wolfsburg             | Tổng cộng              | Tổng cộng            | 43              | 10              | 5            | 1            | —          | —          | 14            | 2             | 1             | 0             | 63        | 13        |
| Borussia Dortmund     | Bundesliga             | 2016–17              | 15              | 2               | 3            | 2            | —          | —          | 6             | 1             | 1             | 0             | 25        | 5         |
| Borussia Dortmund     | Bundesliga             | 2017–18              | 18              | 1               | 3            | 0            | —          | —          | 5             | 2             | 0             | 0             | 26        | 3         |
| Borussia Dortmund     | Tổng cộng              | Tổng cộng            | 33              | 3               | 6            | 2            | —          | —          | 11            | 3             | 1             | 0             | 51        | 8         |
| Fulham (mượn)         | Premier League         | 2018–19              | 24              | 6               | 0            | 0            | 1          | 0          | —             | —             | —             | —             | 25        | 6         |
| Spartak Moscow (mượn) | Russian Premier League | 2019–20              | 13              | 1               | 1            | 0            | —          | —          | 4             | 1             | —             | —             | 18        | 2         |
| Tổng cộng sự nghiệp   | Tổng cộng sự nghiệp    | Tổng cộng sự nghiệp  | 288             | 69              | 20           | 5            | 5          | 1          | 57            | 11            | 3             | 0             | 373       | 86        |

### Đội tuyển quốc gia
| Đức       | Đức           | Đức          |
| Năm       | Số lần ra sân | Số bàn thắng |
| --------- | ------------- | ------------ |
| 2010      | 1             | 0            |
| 2011      | 10            | 5            |
| 2012      | 9             | 2            |
| 2013      | 10            | 4            |
| 2014      | 12            | 6            |
| 2015      | 7             | 3            |
| 2016      | 6             | 0            |
| 2017      | 2             | 2            |
| Tổng cộng | 57            | 22           |

### Bàn thắng cho đội tuyển quốc gia
| #   | Ngày                 | Địa điểm                                      | Đối thủ          | Bàn thắng | Kết quả | Giải đấu                      |
| --- | -------------------- | --------------------------------------------- | ---------------- | --------- | ------- | ----------------------------- |
| 1.  | 29 tháng 5 năm 2011  | Rhein-Neckar-Arena, Sinsheim, Đức             | Uruguay          | 2–0       | 2–1     | Giao hữu                      |
| 2.  | 7 tháng 6 năm 2011   | Sân vận động Tofiq Bahramov, Baku, Azerbaijan | Azerbaijan       | 3–1       | 3–1     | Vòng loại UEFA Euro 2012      |
| 3.  | 10 tháng 8 năm 2011  | Mercedes-Benz Arena, Stuttgart, Đức           | Brasil           | 3–1       | 3–2     | Giao hữu                      |
| 4.  | 2 tháng 9 năm 2011   | Veltins-Arena, Gelsenkirchen, Đức             | Áo               | 5–2       | 6–2     | Vòng loại UEFA Euro 2012      |
| 5.  | 11 tháng 10 năm 2011 | Esprit Arena, Düsseldorf, Đức                 | Bỉ               | 2–0       | 3–1     | Vòng loại UEFA Euro 2012      |
| 6.  | 26 tháng 5 năm 2012  | St. Jakob-Park, Basel, Thụy Sĩ                | Thụy Sĩ          | 2–3       | 3–5     | Giao hữu                      |
| 7.  | 31 tháng 5 năm 2012  | Red Bull Arena, Leipzig, Đức                  | Israel           | 2–0       | 2–0     | Giao hữu                      |
| 8.  | 11 tháng 10 năm 2013 | Sân vận động RheinEnergie, Cologne, Đức       | Cộng hòa Ireland | 2–0       | 3–0     | Vòng loại World Cup 2014      |
| 9.  | 15 tháng 10 năm 2013 | Friends Arena, Solna, Thụy Điển               | Thụy Điển        | 3–2       | 5–3     | Vòng loại World Cup 2014      |
| 10. | 15 tháng 10 năm 2013 | Friends Arena, Solna, Thụy Điển               | Thụy Điển        | 4–2       | 5–3     | Vòng loại World Cup 2014      |
| 11. | 15 tháng 10 năm 2013 | Friends Arena, Solna, Thụy Điển               | Thụy Điển        | 5–3       | 5–3     | Vòng loại World Cup 2014      |
| 12. | 1 tháng 6 năm 2014   | Borussia Park, Mönchengladbach, Đức           | Cameroon         | 2–1       | 2–2     | Giao hữu                      |
| 13. | 6 tháng 6 năm 2014   | Coface Arena, Mainz, Đức                      | Armenia          | 1–0       | 6–1     | Giao hữu                      |
| 14. | 30 tháng 6 năm 2014  | Sân vận động Beira-Rio, Porto Alegre, Brasil  | Algérie          | 1–0       | 2–1     | FIFA World Cup 2014           |
| 15. | 8 tháng 7 năm 2014   | Mineirão, Belo Horizonte, Brasil              | Brasil           | 6–0       | 7–1     | FIFA World Cup 2014           |
| 16. | 8 tháng 7 năm 2014   | Mineirão, Belo Horizonte, Brasil              | Brasil           | 7–0       | 7–1     | FIFA World Cup 2014           |
| 17. | 3 tháng 9 năm 2014   | Esprit Arena, Düsseldorf, Đức                 | Argentina        | 1–4       | 2–4     | Giao hữu                      |
| 18. | 13 tháng 6 năm 2015  | Sân vận động Algarve, Faro, Bồ Đào Nha        | Gibraltar        | 1–0       | 7–0     | Vòng loại UEFA Euro 2016      |
| 19. | 13 tháng 6 năm 2015  | Sân vận động Algarve, Faro, Bồ Đào Nha        | Gibraltar        | 5–0       | 7–0     | Vòng loại UEFA Euro 2016      |
| 20. | 13 tháng 6 năm 2015  | Sân vận động Algarve, Faro, Bồ Đào Nha        | Gibraltar        | 6–0       | 7–0     | Vòng loại UEFA Euro 2016      |
| 21. | 26 tháng 3 năm 2017  | Sân vận động Tofiq Bahramov, Baku, Azerbaijan | Azerbaijan       | 1–0       | 4–1     | Vòng loại FIFA World Cup 2018 |
| 22. | 26 tháng 3 năm 2017  | Sân vận động Tofiq Bahramov, Baku, Azerbaijan | Azerbaijan       | 4–1       | 4–1     | Vòng loại FIFA World Cup 2018 |